# Je vais vite
Singles de Lorie
Fashion victim
(2006) Play
(2008)
Je vais vite est une chanson de la chanteuse française Lorie extraite de son cinquième album studio, intitulé 2lor en moi ?. Premier single de l'album, il est disponible depuis le 23 septembre 2007 en téléchargement légal et est commercialisé physiquement depuis le 3 décembre 2007. Cette chanson, aux sonorités pop et dance, a rencontré un succès en France et en Belgique en se hissant dans le top 10 des ventes de single. Sur le single de Je vais vite se trouve le titre inédit Lonely. Ce titre a été produit par Paul Harris, Ian Masterson et Terry Ronald.

## Clip vidéo
Pour le clip de cette chanson, Lorie a fait appel à des danseurs de la nouvelle danse "à la mode" du moment, la tecktonik. Le clip illustre la nouvelle direction musicale de Lorie.
Dans le clip, il y a 2 aspects différents : le monde en surface, représentant le train-train quotidien, les travailleurs stressés; et le monde "souterrain" où c'est la fête et la danse. Il existe 3 versions de ce clip[réf. nécessaire].

## Réception
Malgré le succès que le titre a eu en Belgique et en France, le single n'a pas atteint les critères nécessaires pour être certifié. Il s'est vendu entre 5 000 - 10 000 en Belgique. En France, le single s'est vendu à 77 110 exemplaires,.

## Liste des pistes
| - Single promotionnel 1. Je vais vite – 3:33 - CD single 1. Je vais vite – 3:33 2. Je vais vite (Spencer & Hill Radio Mix) – 3:38 3. 2A.M featuring Lorie - Lonely (Thriller Jill Radio Edit) – 2:53 - CD maxi single promo - Remixes 1. Je vais vite (Benoît Courti Radio Mix) – 3:32 2. Je vais vite (Spencer & Hill Radio Mix) – 3:38 3. Je vais vite (Thriller Jill Radio Mix) – 3:17 4. Je vais vite (Asdorve Original Mix) – 3:32 | - 12" maxi single promo - Remixes 1. Je vais vite (Spencer & Hill Mix) – 6:08 2. Je vais vite (Thriller Jill Mix) – 8:11 3. Je vais vite (Benoît Courti Mix) – 4:55 4. Je vais vite (Asdorve Original Extended Mix) – 5:48 5. Je vais vite (Spencer & Hill Dub) – 6:05 |

## Classements
| Pays                        | Meilleure position |
| --------------------------- | ------------------ |
| France                      | 3                  |
| France (Téléchargements)    | 13                 |
| France (Diffusions du clip) | 3                  |
| Belgique (Fr)               | 7                  |
| Europe                      | 12                 |

| Pays          | Meilleure position  |
| ------------- | ------------------- |
| France        | 62 (2007) 47 (2007) |
| Belgique (Fr) | 19                  |

## Historique de sortie
| Pays   | Date              | Format                 |
| ------ | ----------------- | ---------------------- |
| France | 23 septembre 2007 | Téléchargement digital |
| France | 3 décembre 2007   | CD single              |